# Granselets naturreservat
Granselets naturreservat är ett naturreservat i Arjeplogs kommun i Norrbottens län.
Området är naturskyddat sedan 2022 och är 190 hektar stort. Reservatet ligger intill Laisälven mellan Sorsele och Arjeplog  och  består av myrar och i gammal granskog.